# Temporada 1987-88 de los Detroit Pistons

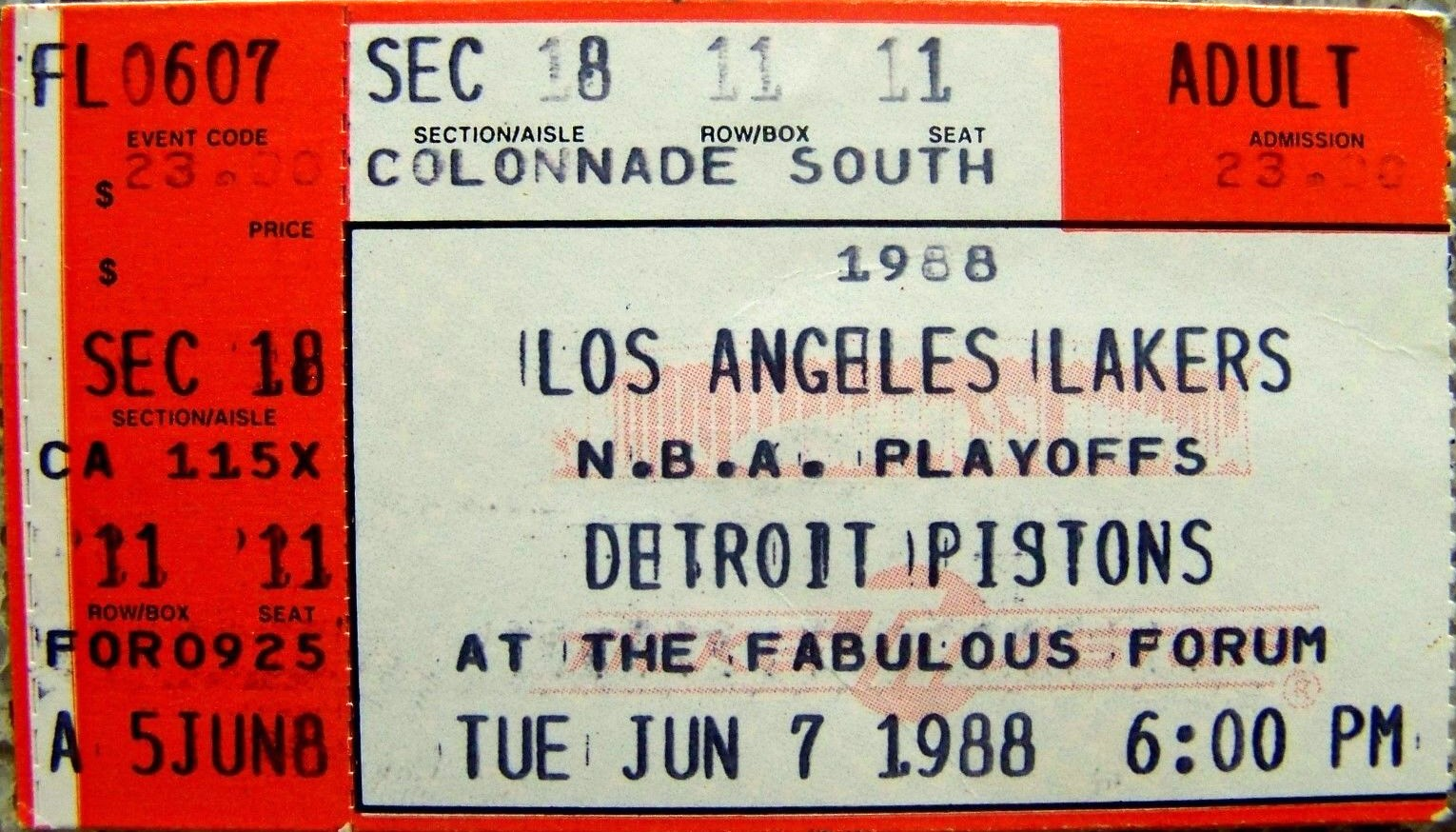
Un boleto para el Juego 1 de las Finales de la NBA de 1988 entre los Detroit Pistons y Los Angeles Lakers en el Forum el 7 de junio de 1988. Los Pistons derrotaron a los Lakers 105-93 en el Juego 1, pero los Lakers finalmente ganaron la serie 4-3.

La temporada 1987-88 fue la cuadragésima de los Pistons en la NBA, y la trigésimo primera en su localización de Detroit, Míchigan. La temporada regular acabaron con 54 victorias y 28 derrotas, ocupando la segunda posición de la Conferencia Este, clasificándose para los playoffs, donde cayeron en las Finales ante Los Angeles Lakers.

## Elecciones en elDraft
| Ronda | Puesto | Jugador     | Posición  | Nacionalidad   | Universidad    |
| ----- | ------ | ----------- | --------- | -------------- | -------------- |
| 3     | 65     | Eric White  | Alero     | Estados Unidos | Pepperdine     |
| 4     | 88     | Dave Popson | Ala-Pívot | Estados Unidos | North Carolina |

## Temporada regular
| División Central      | División Central | División Central | División Central | División Central | División Central | División Central | División Central | División Central |
| Equipo                | G                | P                | %                | PD               | Casa             | Fuera            | Div              |                  |
| --------------------- | ---------------- | ---------------- | ---------------- | ---------------- | ---------------- | ---------------- | ---------------- | ---------------- |
| y-Detroit Pistons     | 54               | 28               | .659             | –                | 34–7             | 20–21            | 20–10            |                  |
| x-Chicago Bulls       | 50               | 32               | .610             | 4                | 30–11            | 20–21            | 16–13            |                  |
| x-Atlanta Hawks       | 50               | 32               | .610             | 4                | 30-11            | 20-21            | 16–13            |                  |
| x-Milwaukee Bucks     | 42               | 40               | .512             | 12               | 30–11            | 12–29            | 13–17            |                  |
| x-Cleveland Cavaliers | 42               | 40               | .512             | 12               | 31–10            | 11–30            | 11–19            |                  |
| Indiana Pacers        | 38               | 44               | .463             | 16               | 25–16            | 13–28            | 13–17            |                  |

## Playoffs

### Primera ronda
Detroit Pistons vs. Washington Bullets 
| Fecha       | Partido                                     | Ciudad   |
| ----------- | ------------------------------------------- | -------- |
| 28 de abril | Detroit Pistons 86, Washington Bullets 87   | Detroit  |
| 30 de abril | Detroit Pistons 102, Washington Bullets 101 | Detroit  |
| 2 de mayo   | Washington Bullets 114, Detroit Pistons 106 | Landover |
| 4 de mayo   | Washington Bullets 106, Detroit Pistons 103 | Landover |
| 8 de mayo   | Detroit Pistons 99, Washington Bullets 78   | Detroit  |
|             | Detroit Pistons gana las series 3-2         |          |

### Semifinales de conferencia
Detroit Pistons  vs. Chicago Bulls
| Fecha       | Partido                               | Ciudad  |
| ----------- | ------------------------------------- | ------- |
| 10 de mayo  | Detroit Pistons 93, Chicago Bulls 82  | Detroit |
| 12 de mayo  | Detroit Pistons 95, Chicago Bulls 105 | Detroit |
| 14 de abril | Chicago Bulls 79, Detroit Pistons 101 | Chicago |
| 15 de abril | Chicago Bulls 77, Detroit Pistons 96  | Chicago |
| 18 de mayo  | Detroit Pistons 102, Chicago Bulls 95 | Detroit |
|             | Detroit Pistons gana las series 4-1   |         |

### Finales de Conferencia
Boston Celtics  vs. Detroit Pistons
| Fecha      | Partido                                 | Ciudad  |
| ---------- | --------------------------------------- | ------- |
| 25 de mayo | Boston Celtics 96, Detroit Pistons 104  | Boston  |
| 26 de mayo | Boston Celtics 119, Detroit Pistons 115 | Boston  |
| 28 de mayo | Detroit Pistons 98, Boston Celtics 94   | Detroit |
| 30 de mayo | Detroit Pistons 78, Boston Celtics 79   | Detroit |
| 1 de junio | Boston Celtics 96, Detroit Pistons 102  | Boston  |
| 3 de junio | Detroit Pistons 95, Boston Celtics 90   | Detroit |
|            | Detroit Pistons gana las series 4-2     |         |

### Finales de la NBA
Los Angeles Lakers vs. Detroit Pistons
| Fecha       | Partido                                     | Ciudad      |
| ----------- | ------------------------------------------- | ----------- |
| 7 de junio  | Los Angeles Lakers 93, Detroit Pistons 105  | Los Angeles |
| 9 de junio  | Los Angeles Lakers 108, Detroit Pistons 96  | Los Angeles |
| 12 de junio | Detroit Pistons 86, Los Angeles Lakers 99   | Detroit     |
| 14 de junio | Detroit Pistons 111, Los Angeles Lakers 86  | Detroit     |
| 16 de junio | Detroit Pistons 104, Los Angeles Lakers 94  | Detroit     |
| 19 de junio | Los Angeles Lakers 103, Detroit Pistons 102 | Los Angeles |
| 21 de junio | Los Angeles Lakers 108, Detroit Pistons 105 | Los Angeles |
|             | Los Angeles Lakers gana las finales 4-3     |             |

## Estadísticas
| Rk | Jugador         | Edad | P  | PT | MP   | TC  | TCI  | %TC  | T3  | T3I | %T3  | TL  | TLI | %TL  | RO  | RD  | RT   | AS  | RB  | TAP | BP  | FP  | PTS  |
| -- | --------------- | ---- | -- | -- | ---- | --- | ---- | ---- | --- | --- | ---- | --- | --- | ---- | --- | --- | ---- | --- | --- | --- | --- | --- | ---- |
| 1  | Isiah Thomas    | 26   | 81 | 81 | 36.1 | 7.7 | 16.6 | .463 | 0.4 | 1.2 | .309 | 3.8 | 4.9 | .774 | 0.8 | 2.6 | 3.4  | 8.4 | 1.7 | 0.2 | 3.4 | 2.7 | 19.5 |
| 2  | Bill Laimbeer   | 30   | 82 | 82 | 35.3 | 5.5 | 11.3 | .493 | 0.2 | 0.5 | .333 | 2.3 | 2.6 | .874 | 2.0 | 8.1 | 10.1 | 2.4 | 0.8 | 1.0 | 1.7 | 3.5 | 13.5 |
| 3  | Joe Dumars      | 24   | 82 | 82 | 33.3 | 5.5 | 11.7 | .472 | 0.0 | 0.2 | .211 | 3.1 | 3.8 | .815 | 0.8 | 1.7 | 2.4  | 4.7 | 1.1 | 0.2 | 2.1 | 1.9 | 14.2 |
| 4  | Adrian Dantley  | 32   | 69 | 50 | 31.1 | 6.4 | 12.5 | .514 | 0.0 | 0.0 | .000 | 7.1 | 8.3 | .860 | 1.2 | 2.1 | 3.3  | 2.5 | 0.6 | 0.1 | 2.0 | 2.1 | 20.0 |
| 5  | Rick Mahorn     | 29   | 67 | 64 | 29.3 | 4.1 | 7.2  | .574 | 0.0 | 0.0 | .500 | 2.4 | 3.2 | .756 | 2.4 | 6.1 | 8.4  | 0.9 | 0.6 | 0.6 | 1.8 | 3.9 | 10.7 |
| 6  | Dennis Rodman   | 26   | 82 | 32 | 26.2 | 4.9 | 8.6  | .561 | 0.1 | 0.2 | .294 | 1.9 | 3.5 | .535 | 3.9 | 4.8 | 8.7  | 1.3 | 0.9 | 0.5 | 1.9 | 3.3 | 11.6 |
| 7  | John Salley     | 23   | 82 | 16 | 24.4 | 3.1 | 5.6  | .566 | 0.0 | 0.0 |      | 2.3 | 3.2 | .709 | 2.0 | 2.9 | 4.9  | 1.4 | 0.6 | 1.7 | 1.5 | 3.6 | 8.5  |
| 8  | Vinnie Johnson  | 31   | 82 | 1  | 23.6 | 5.2 | 11.7 | .443 | 0.1 | 0.3 | .208 | 1.8 | 2.6 | .677 | 1.1 | 1.7 | 2.8  | 3.3 | 0.7 | 0.2 | 1.9 | 2.0 | 12.2 |
| 9  | James Edwards   | 32   | 26 | 2  | 12.6 | 1.8 | 3.9  | .475 | 0.0 | 0.0 |      | 1.7 | 2.3 | .738 | 0.8 | 2.1 | 3.0  | 0.2 | 0.1 | 0.2 | 0.8 | 2.2 | 5.4  |
| 10 | William Bedford | 24   | 38 | 0  | 7.8  | 1.2 | 2.7  | .436 | 0.0 | 0.0 |      | 0.3 | 0.6 | .565 | 0.7 | 1.0 | 1.7  | 0.1 | 0.2 | 0.4 | 0.5 | 1.2 | 2.7  |
| 11 | Ralph Lewis     | 24   | 50 | 0  | 6.2  | 0.5 | 1.7  | .310 | 0.0 | 0.0 | .000 | 0.6 | 1.0 | .604 | 0.3 | 0.7 | 1.0  | 0.3 | 0.3 | 0.1 | 0.4 | 0.7 | 1.7  |
| 12 | Chuck Nevitt    | 28   | 17 | 0  | 3.7  | 0.4 | 1.2  | .333 | 0.0 | 0.0 |      | 0.2 | 0.4 | .500 | 0.2 | 0.8 | 1.1  | 0.0 | 0.1 | 0.3 | 0.1 | 0.7 | 1.0  |
| 13 | Darryl Dawkins  | 31   | 2  | 0  | 3.5  | 0.5 | 1.0  | .500 | 0.0 | 0.0 |      | 1.0 | 1.5 | .667 | 0.0 | 0.0 | 0.0  | 0.5 | 0.0 | 0.5 | 1.5 | 2.0 | 2.0  |
| 14 | Ron Moore       | 26   | 9  | 0  | 2.8  | 0.4 | 1.4  | .308 | 0.0 | 0.0 |      | 0.2 | 0.4 | .500 | 0.2 | 0.0 | 0.2  | 0.1 | 0.2 | 0.0 | 0.3 | 0.9 | 1.1  |
| 15 | Walker Russell  | 27   | 1  | 0  | 1.0  | 0.0 | 1.0  | .000 | 0.0 | 1.0 | .000 | 0.0 | 0.0 |      | 0.0 | 0.0 | 0.0  | 1.0 | 0.0 | 0.0 | 0.0 | 0.0 | 0.0  |

## Galardones y récords
| Jugador      | Galardón |
| Isiah Thomas | All-Star |